# Rostrupiella danica
Rostrupiella danica är en svampart som beskrevs av Jørg. Koch, K.L. Pang & E.B.G. Jones 2007. Rostrupiella danica ingår i släktet Rostrupiella och familjen Lulworthiaceae.   Inga underarter finns listade i Catalogue of Life.